# Etnografie

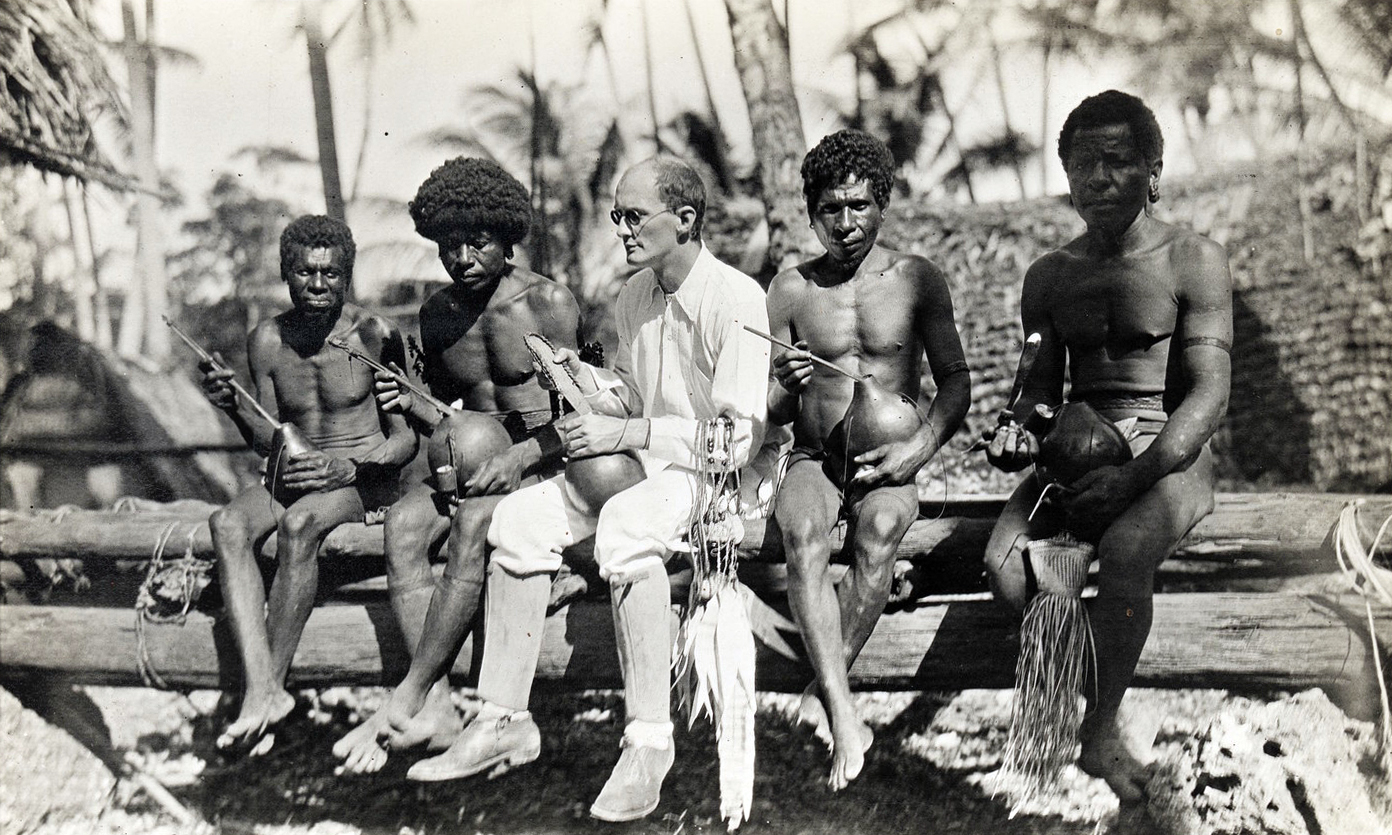
Etnograaf Bronislaw Malinowski met de inheemse bevolking op Kiriwina in 1918

Etnografie is een methode van de etnologie en culturele antropologie om etniciteit in kaart te brengen. 
In de sociolinguïstiek duidt het woord op een systematische methode om door bestudering van plaatselijke attitudes, en niet het minst talige attitudes, verschillende bevolkingsgroepen te onderscheiden.
In het geval van weinig bekende stammen komt etnografisch onderzoek in praktijk neer op het bewerkstelligen van scheidingslijnen tussen verschillende gemeenschappen: talen worden bestudeerd, lokale variaties en dialecten worden geregistreerd, en de verschillende volkeren kunnen alzo worden beschreven. Ook binnen één en dezelfde stam kan sociolinguïstisch onderzoek de cultuur, hiërarchische verhoudingen en spirituele overtuigingen van tribale groepen en klassen aan het licht brengen.
In een algemenere context kan etnografie op het algehele scala van volksgebonden culturele fenomenen worden toegepast: de vraag wat is een volk is voor deze discipline uiterst relevant. Groepsidentificatie en raciale connecties gelden bijgevolg als bewijs voor de stelling dit is een volk; de studie hoeft niet tot 'exotische' volkeren beperkt te blijven: ook in 'geciviliseerde', westerse beschavingen is sprake van collectief bewustzijn, waardoor mensen zichzelf als volk beschouwen.
De scheidingslijn tussen zuivere sociolinguïstiek en etnografie is niet steeds even duidelijk: überhaupt kan men stellen dat etnografie, hoewel zeer dikwijls op sociolinguïstiek steunend, een algemener, antropologische tak van de sociale wetenschappen is. Desalniettemin is sociolinguïstisch onderzoek veelal een vorm van etnografie, en vice versa.